# گروه C جام ملت‌های آسیا ۲۰۱۹
گروه C جام ملت‌های آسیا ۲۰۱۹ که مسابقاتش از ۷ تا ۱۶ ژانویه ۲۰۱۹ برگزار خواهد شد.این گروه شامل تیم‌های کره جنوبی، چین، قرقیزستان و فیلیپین می‌باشد.دو تیم برتر این گروه و احتمالاً تیم سوم این گروه (در صورتی که در رتبه‌بندی تیم‌های سوم بین چهار تیم برتر قرار گیرد)، به مرحلهٔ یک‌هشتم نهایی راه می‌یابند.

## تیم‌ها
| جایگاه در سید | تیم       | منطقه | نحوه صعود                                              | تاریخ صعود     | تعداد حضور | آخرین حضور           | بهترین عملکرد           | رتبه در فیفا | رتبه در فیفا |
| جایگاه در سید | تیم       | منطقه | نحوه صعود                                              | تاریخ صعود     | تعداد حضور | آخرین حضور           | بهترین عملکرد           | آوریل ۲۰۱۸   | دسامبر ۲۰۱۸  |
| ------------- | --------- | ----- | ------------------------------------------------------ | -------------- | ---------- | -------------------- | ----------------------- | ------------ | ------------ |
| C۱            | کرهٔ جنوبی | EAFF  | تیم اول گروه G مرحله دوم                               | ۱۳ ژانویه ۲۰۱۶ | ۱۴ بار     | ۲۰۱۵ (نایب‌قهرمان)    | قهرمان (۱۹۵۶، ۱۹۶۰)     | ۶۱           |              |
| C۲            | چین       | EAFF  | تیم دوم گروه C مرحله دوم (چهارمین تیم برتر تیم‌های دوم) | ۲۹ مارس ۲۰۱۶   | ۱۲ بار     | ۲۰۱۵ (یک‌چهارم نهایی) | نایب‌قهرمان (۱۹۸۴، ۲۰۰۴) | ۷۳           |              |
| C۳            | قرقیزستان | CAFA  | تیم اول گروه A مرحله سوم                               | ۲۲ مارس ۲۰۱۸   | ۱ بار      | —                    | اولین حضور              | ۷۵           |              |
| C۴            | فیلیپین   | AFF   | تیم اول گروه C مرحله سوم                               | ۱۴ نوامبر ۲۰۱۷ | ۱ بار      | —                    | اولین حضور              | ۱۱۳          |              |

یادداشت
1. ↑  رتبه‌بندی آوریل ۲۰۱۸ در سیدبندی استفاده شد.

## جدول
| رتبه | تیم       | بازی | ب | م | ش | گ‌ز | گ‌خ | ت  | ام | راه‌یابی                                |
| ---- | --------- | ---- | - | - | - | -- | -- | -- | -- | -------------------------------------- |
| ۱    | چین       | ۱    | ۱ | ۰ | ۰ | ۲  | ۱  | ۱+ | ۳  | صعود به مرحله حذفی                     |
| ۲    | کرهٔ جنوبی | ۱    | ۱ | ۰ | ۰ | ۱  | ۰  | ۱+ | ۳  | صعود به مرحله حذفی                     |
| ۳    | قرقیزستان | ۱    | ۰ | ۰ | ۱ | ۱  | ۲  | ۱– | ۰  | احتمال صعود به مرحله حذفی بر اساس رتبه |
| ۴    | فیلیپین   | ۱    | ۰ | ۰ | ۱ | ۰  | ۱  | ۱– | ۰  |                                        |

اولین مسابقه(ها) در ۷ ژانویه ۲۰۱۹ برگزار خواهد شد. منبع : ای‌اف سی
در مرحله یک‌هشتم نهایی:
- تیم اول گروه C به مصاف تیم سوم گروه A، گروه B یا گروه F خواهد رفت.
- تیم دوم گروه C به مصاف تیم دوم گروه A خواهد رفت.
- تیم سوم گروه C احتمالاً به مصاف تیم اول گروه A یا گروه B خواهد رفت.

## مسابقات
همه زمان‌ها یوتی‌سی+۴ می‌باشد.

### چین مقابل قرقیزستان
| چین | مسابقه ۵ | قرقیزستان |
| --- | -------- | --------- |
|     | گزارش    |           |

### کره جنوبی مقابل فیلیپین
| کرهٔ جنوبی | مسابقه ۶ | فیلیپین |
| --------- | -------- | ------- |
|           | گزارش    |         |

### فیلیپین مقابل چین
| فیلیپین | مسابقه ۱۷ | چین |
| ------- | --------- | --- |
|         | گزارش     |     |

### قرقیزستان مقابل کره جنوبی
| قرقیزستان | مسابقه ۱۸ | کرهٔ جنوبی |
| --------- | --------- | --------- |
|           | گزارش     |           |

### کره جنوبی مقابل چین
| کرهٔ جنوبی | مسابقه ۲۹ | چین |
| --------- | --------- | --- |
|           | گزارش     |     |

### قرقیزستان مقابل فیلیپین
| قرقیزستان | مسابقه ۳۰ | فیلیپین |
| --------- | --------- | ------- |
|           | گزارش     |         |